# Reocín
Reocín est une ville espagnole située dans la communauté autonome de Cantabrie.
Elle est composée de plusieurs hameaux dont Barcenaciones et Caranceja.